# Læsøbladet
Læsøbladet var et dansk et dansk måneds- og ugeblad, der udkom på Læsø. Det blev oprettet i 1922 af en lille gruppe læsøboere bosiddende i København.
Samme gruppe stiftede i 1920 hjemstavnsforeningen Læsøforeningen.
Formålet med bladet var at skabe et bindeled mellem beboerne på Læsø og læsøboere bosat udenfor Læsø.  Bladets indhold bestod primært af bidrag fra folk som havde tilknytning til Læsø, læserbreve, annoncer af forskellig art med relevans til området.  
På bladet indtog redaktionen fra begyndelsen det standpunkt, at ville holde sig uden for politisk indhold og alle former for stridigheder.
Bladet skulle ikke kun være et blad for læsøforeninges-medlemmer men også for folk som var tilknyttet Læsø samt andre interesserede.
Første nummer af Læsøbladet udkom i april 1922, og bestod af fire sider men blev senere udvidet til otte sider. Bladet udkom i starten en gang månedligt og senere udgivet en gang ugentlig.
Sidste nummer af Læsøbladet udkom den 31. december 1924.